# 維多爾天主教堂
維多爾天主教堂（法語：Église Notre-Dame-des-Victoires）又名霞山天主教堂，位于中国广东省湛江市湛江霞山区绿荫路85號，为湛江市的一个市、县级文物保护单位，类型为近现代重要史迹及代表性建筑，公布时间为1991年6月20日。

## 歷史
1899年11月法國與清政府簽訂《中法互訂廣州灣租界條約》，將遂溪、吳川兩縣屬部分陸地、島嶼以及兩縣間麻斜海灣（今湛江港）劃為法國租借地，統稱「廣州灣」，劃入法屬印度支那聯邦範圍，派專員（Commissaire）就任，設廣州灣行政總公使署，受法國北圻統使節制，天主教亦隨之傳入湛江。1900年，法籍神父在廣州灣主持教務期間，提出由教會籌資興建教堂。1900年奠基，至1903年落成，位於廣州灣法國租借地內。教堂原屬羅馬天主教廷領導，1925年歸北海教堂管轄。
文化大革命期間，教堂被嚴重破壞。文革結束後，政府收回教堂進行修葺，於1984年12月20日舉行複堂典禮。
1990年，天主教北海教区（又名「湛江教區」）經批准正式成立，以教堂作為主教座堂。現屬於湛江天主教教會管理。
1991年，天主教堂被列為湛江市重點文物保護單位。

## 建築
教堂是一座雙尖塔式建築物，為哥特式建築，坐西向東，雙尖石塔，磚石鋼筋湎土混合結構，牆面仿石，大廳能容納千人，建築面積985平方米，與廣州石室聖心大教堂相似。教堂前方有空地61平方米，有方柱鐵枝作圍欄，後面是園圃。
教堂內是尖形肋骨交叉的拱形穹隆，正門大門上面和四周拱璧分佈的花崗櫺，都是合掌式，門窗均為以顏色較深的紅、黃、藍、綠等色的七彩玻璃鑲嵌。

## 附屬建築
赤坎修女院（育嬰堂）原址位於在湛江赤坎區新華路與大德路交匯處北側，建於清光緒二十九年（1903年），是教堂附屬之修女院。建築樓高二層，哥特式門窗，重疊歇山頂。建築面積152平方米，後側有育嬰堂。此建築物已被清拆。